# Cono arterioso
El cono arterioso es la porción anterosuperior del ventrículo derecho del corazón, separada del resto del ventrículo por la cresta supraventricular, y que se une al tronco pulmonar, formando así la vía de salida de la sangre desde el ventrículo derecho hacia dicho tronco.
Es una bolsa cónica formada desde el ángulo superior e izquierdo del ventrículo derecho del corazón de los cordados.
Una banda tendinosa, que puede denominarse el tendón del cono arterioso, se extiende hacia arriba desde el anillo fibroso derecho del corazón y conecta la superficie posterior del cono arterioso con la aorta.
También se conoce como infundíbulo. La pared del cono arterioso es lisa.

## Imágenes adicionales

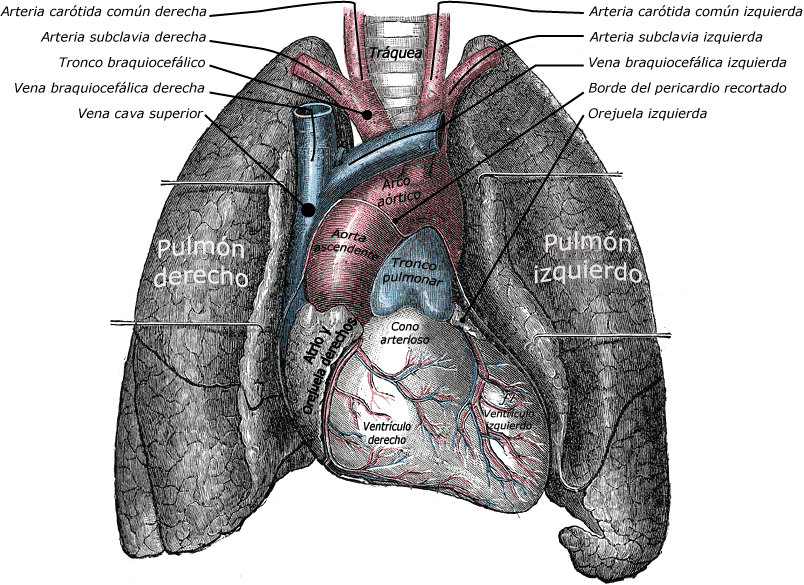
Vista frontal de un corazón y pulmones humanos.